# 北東島

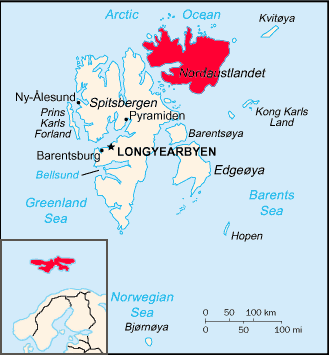
北東島の位置

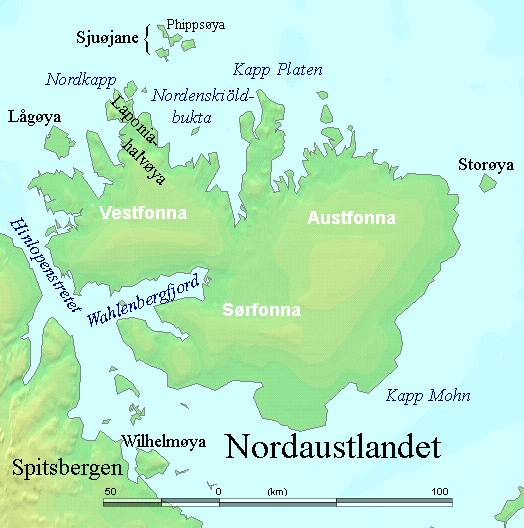
北東島の拡大図

北東島（ほくとうとう、ノールアウストランネ島、ノルウェー語: Nordaustlandet）は、ノルウェーのスヴァールバル諸島で2番目に大きな島。その名のとおり、スヴァールバル諸島の北東に位置する。面積14,443 km2の無人島。

## 歴史
1617年イギリスのセイウチ猟師らが島南部の岬を観察しており、1625年に製作されたモスクワ会社の地図に Sir Thomas Smyth's Iland として示されている。
オランダの地図では、1662年にOostlandt（「東の土地」の意）として示され、1710年の地図には正確な海岸線と共にHet Noord Ooster Land（「北東の土地」の意）という名が示されている。
第二次世界大戦末期の1944年9月、ドイツ海軍の気象観測隊が上陸して観測拠点を設営した（ハウデーゲン作戦）。彼らは1945年5月にドイツが降伏した後も観測を続け、1945年9月4日にノルウェー当局が派遣したアザラシ猟漁船によって救出された。ハウデーゲン観測隊は、第二次世界大戦で最後に降伏したドイツ軍部隊ということになった。

## 地理

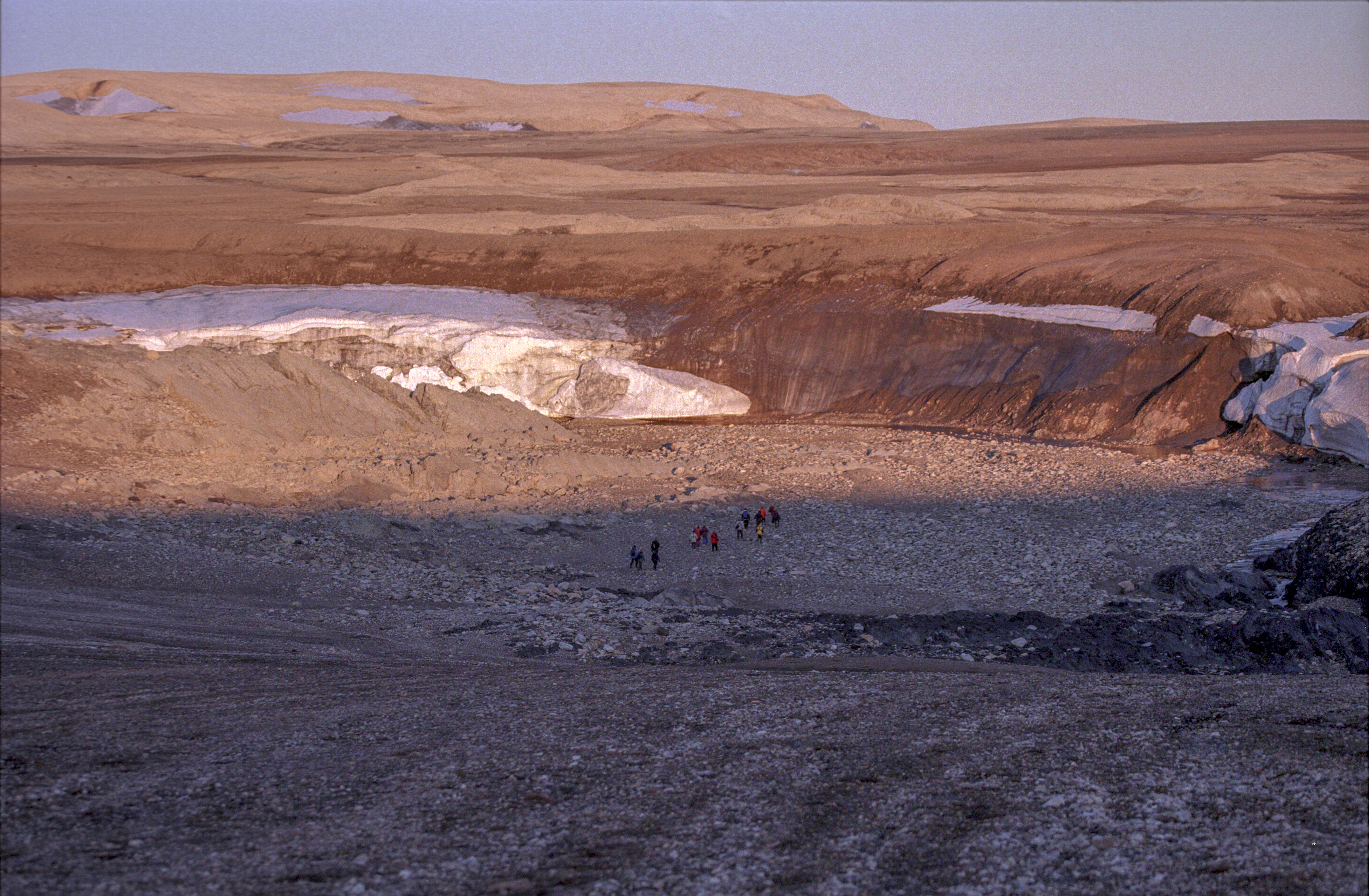
景観

急峻な地形が特徴的なスピッツベルゲン島とは対照的に、全体的に緩やかな地形である。標高400mに満たない場所が多く、最高点はSnøtoppen（標高764m）。
島にはAustfonna、Vestfonna、Sørfonnaと呼ばれる3つの氷帽（50,000km2以下の氷塊）があり、島の面積の8割を覆っている。特にAustfonnaはヨーロッパで2番目に大きい氷帽である（最大のものはアイスランドのヴァトナヨークトル氷河）。
氷が無い一部の地域はツンドラであるが植生は非常に乏しい。岩の表面を地衣類が覆い、所々に草花が生えている。ホッキョクギツネ、トナカイなどが生息しており、海岸にはセイウチがいる。
全島が北東スヴァールバル自然保護区(Nordaust-Svalbard naturreservat)に指定されており、立ち入りには総督府の許可が必要。建設・採掘などは禁じられている。

## 地域
主に学術的な目的のために、Austfonnaが覆っている南東部以外を4つの地域に分けている。
Gustav V Land
北西部。Vestfonnaがある。スウェーデン王グスタフ5世にちなむ。
Gustav Adolf Land
南西部。グスタフ6世アドルフにちなむ。
Prins Oscars Land
北部。王子オスカル、つまりのちのオスカル2世にちなむ。
Orvin Land
東部北岸。地質学者Anders Kristian Orvinにちなむ。